# Scotorepens sanborni
Scotorepens sanborni är en fladdermusart som först beskrevs av Ellis Le Geyt Troughton 1937.  Scotorepens sanborni ingår i släktet Scotorepens och familjen läderlappar. Inga underarter finns listade i Catalogue of Life.
Denna fladdermus förekommer i norra Australien (främst på Kap Yorkhalvön), i södra Nya Guinea och på Timor. Arten vistas främst i låglandet men når i bergstrakter 2200 meter över havet. Habitatet utgörs av olika slags skogar och savanner. Individerna vilar i trädens håligheter, i byggnader eller i andra gömställen. Där bildar de kolonier med upp till några hundra medlemmar. Per kull föds en eller två ungar.